# Mahnkesche Mühle

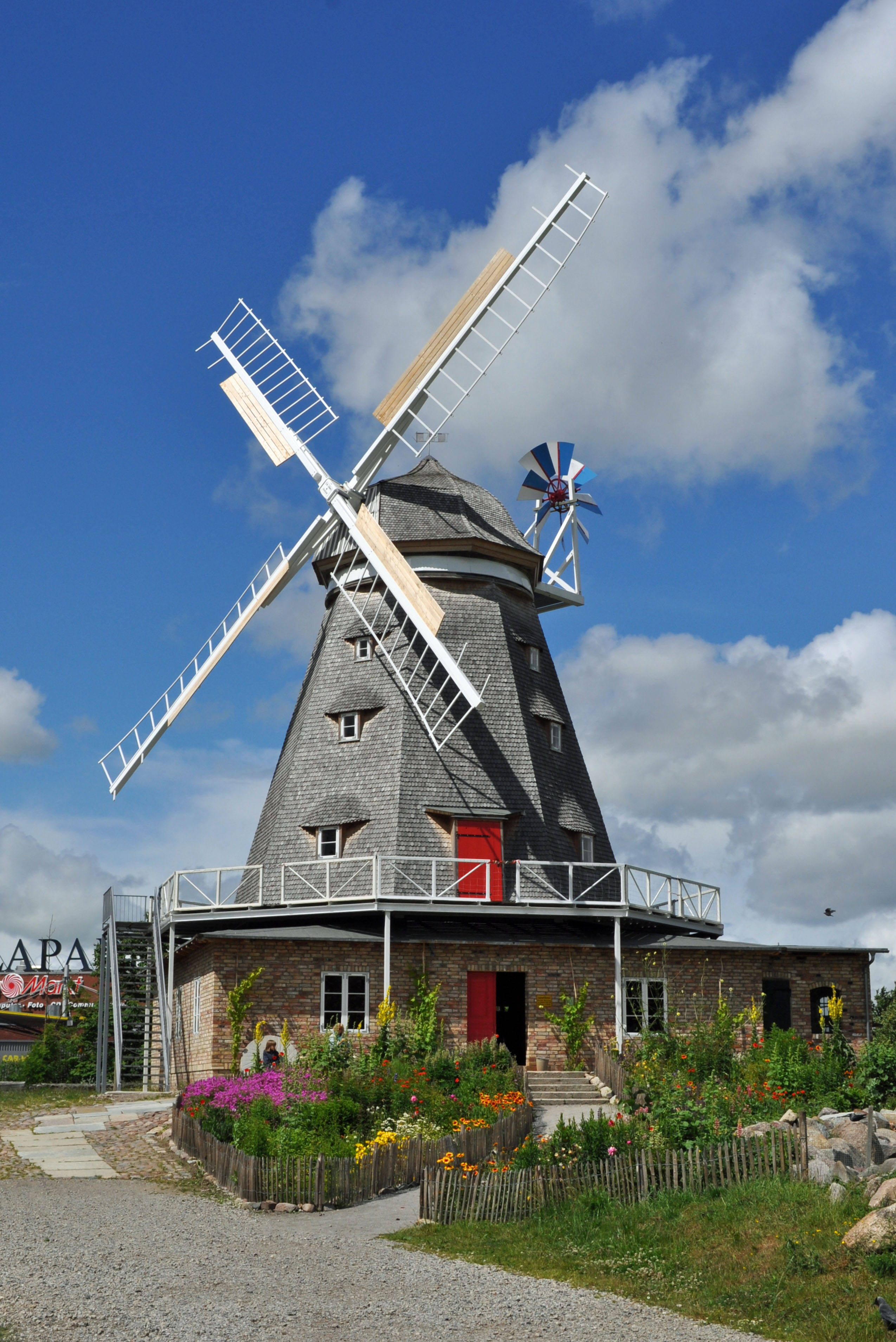
Mahnkesche Mühle (2012)

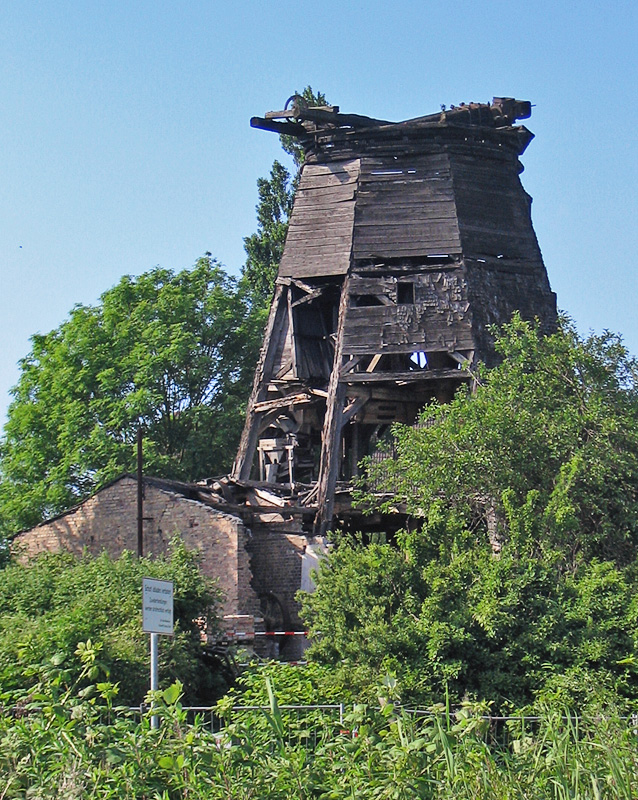
Ruine Mahnkesche Mühle im Juni 2005

Die Mahnkesche Mühle ist die letzte historische Mühle in Stralsund. Ursprünglich auf der Mahnkeschen Wiese stehend, wurde die Mühle im Stralsunder Tierpark rekonstruiert.
Es handelt sich um einen Galerieholländer aus der zweiten Hälfte des 18. Jahrhunderts mit Segelgatterflügeln und einfacher Windrose. Im Jahr 1958 wurde der Betrieb auf einen elektrischen Antrieb umgestellt. Noch bis in das Jahr 1968 wurde die Mühle betrieben.
Im Jahr 1980 wurden Teile der Mühle, zu der auch ein Speicher, ein Maschinenhaus und ein Mühlenhaus gehören, durch einen Brand beschädigt. Die Mühle, die auf einem Areal namens Mahnkesche Wiesen (nahe dem Rügendamm 54° 18′ 16,7″ N, 13° 6′ 6,9″ O) stand, war 16,10 Meter hoch. Ihr Durchmesser betrug am Boden 13 Meter und an der Unterkante der Dachhaube 5,30 Meter. Die Welle aus Gusseisen, die bis in die 1920er Jahre in Betrieb war, wiegt 3,4 Tonnen und wurde von der Stralsunder Mühlbaufabrik Otto Hübner angefertigt.

## Rekonstruktion
Die Mühle wurde im Mai 2006 abgetragen, die Kosten dafür betrugen 20.000 Euro. Sie wurde im Zoo Stralsunder Tierpark originalgetreu wiederaufgebaut; im November 2009 begannen die Arbeiten im Tierpark, die mit der offiziellen Übergabe am 26. Mai 2011 endeten; im Juni 2012 wurden Windmühlenflügel angebracht. Die Mühle beherbergt fortan Ausstellungsstücke.